# Der Totmacher
Der Totmacher ist ein Spielfilm des deutschen Regisseurs Romuald Karmakar aus dem Jahr 1995. Der dramaturgisch weitgehend in der Form des Kammerspiels inszenierte Film stellt die Befragung des Serienmörders Fritz Haarmann durch den Psychiater Ernst Schultze nach. Sie fand 1924 im Rahmen der Ermittlungen gegen Haarmann wegen der Ermordung von mindestens 24 Jungen und Männern vor dem Landgericht Hannover statt. Während dieser Befragung spricht Haarmann über seine Motive und seine Methoden. Die Dialoge für die Filmdarsteller wurden den Verhörprotokollen der Vernehmung entnommen.

## Handlung
Der Film beschränkt sich auf einen einzigen, nicht näher benannten und spartanisch eingerichteten Raum als Kulisse, möglicherweise ein Verhörzimmer. Aus einer Aussage Haarmanns im Film geht hervor, dass die Befragung in Göttingen stattfindet. In diesem Raum wird Haarmann von Schultze, der Haarmanns Schuldfähigkeit beurteilen soll, in mehreren Sitzungen befragt und berichtet nüchtern, teils naiv-entrückt von seinen Taten. Die Gespräche werden von einem anwesenden Stenografen protokolliert. Im Verlauf des Films entwickelt sich so für den Zuschauer ein dichtes und bedrückendes Bild der Taten Haarmanns. In der letzten Szene wurde Haarmann bereits für schuldig befunden und zum Tode verurteilt und erhält bei einem letzten Zusammentreffen mit Schultze vor der Hinrichtung von diesem eine Zigarre. In dieser letzten Szene entwickelt sich zwischen den beiden Männern ein etwas freieres Gespräch, in dem Haarmann von seinem Verhältnis zum Tod erzählt.

## Kritiken
Götz Georges Darstellung des Haarmann wurde von der Kritik mehrheitlich begeistert aufgenommen. Marli Feldvoß sprach in epd Film Nr. 12 im Dezember 1995 von Götz George unumwunden als einem „großen“ Schauspieler. Und Jürgen Hentsch stand dabei immer „zu Unrecht im Schatten“ des Götz George, so Prisma. Gelegentlich wurde kritisiert, dass „Der Totmacher“ nicht unbedingt ein Film sei.

„Der Zuschauer schwankt im Verlauf der Gespräche zwischen Mörder und Gutachter, zwischen Abscheu und Faszination. Der Film ist als ungemein dichtes Kammerspiel inszeniert, das nicht auf Emotionalisierung angelegt ist, sondern als nüchterne Fallstudie. Der glänzende Hauptdarsteller vermittelt in der Rolle des Haarmann das eigentlich Unfaßliche.“

„Drei Männer, ein Raum. Ein Tisch, zwei Stühle, eine Lampe. […] Jeder Satz, selbst die Gesten sind historisch verbürgt […] ‚Der Totmacher‘ zeigt, fast zwei Stunden lang, nur Worte, Gesichter und Blickwechsel. Dennoch bringt er, in der komplizierten Beziehung seiner Protagonisten, alles ans Licht: […] Den Massenmörder als Produkt einer Zeit zwischen den Kriegen. […Es] geht fast unmerklich eine Veränderung vor. Zwischen Täter und Gutachter entsteht Intimität, sie werden Komplizen.“

„Götz George […] strebt hier in der Haarmann-Rolle allem Anschein nach den totalen schauspielerischen Triumph an: die Unterwerfung des Kinos unter die Herrschaft seines Genuschels, Geheuls, seines hysterischen Lachens, seines irrlichternden Blicks. Er ist dennoch nicht allein auf der Szene. Ihm gegenüber am Holztisch sitzt Jürgen Hentsch […Karmakar] hat gewußt, dass von dem Text ein unwiderstehlicher Sog ausgeht.“

„Eigentlich ist der Film ein Zweikampf.“

Die Zeit hob dabei unter anderem die Kameraarbeit von Fred Schuler hervor.
Deborah Young lobte in Variety am 18. September 1995 Götz George, in etwas geringerem Maß Jürgen Hentsch und Pierre Franckh für ihre Darbietungen, den Kameramann Fred Schuler, und Peter Przygodda für den Schnitt, und sieht stellenweise, und nur stellenweise, „hypnotische Kraft“ (hypnotic power) und vermisst insgesamt etwas den Erkenntnisgewinn (insight).

## Verschiedenes
Romuald Karmakar soll von seinem Film als einem „Dokumentarfilm über Schauspieler, die historische Figuren darstellen“, gesprochen haben.
Von 400 Seiten Protokoll wurden etwa 80 für den Film ausgewählt.
Der Totmacher war eigentlich nicht der „Spitzname“ von Fritz Haarmann, sondern von Rudolf Pleil, der etwa 30 Jahre später mordete. Haarmann wurde als Werwolf bzw. als Vampir von Hannover bezeichnet.
Der Dokumentarfilmer Alexander Kluge drehte im Rahmen des dctp-Nachtclubs ein 41-minütiges Making-of über den Totmacher, das aus einem Interview mit dem Regisseur Karmakar und den Mitschnitten einiger Proben besteht.
Der Totmacher erlebte seine Uraufführung auf der Biennale 1995 in Venedig. Der Kinostart in Deutschland war am 23. November 1995. Im deutschen Fernsehen konnte man den Film erstmals am 4. März 1998 im Ersten Fernsehprogramm der ARD sehen

## Auszeichnungen
Für sein Psychogramm erhielt Regisseur Karmakar 1996 den Deutschen Filmpreis als Bester Regisseur und das Filmband in Gold als Bester Film. Hauptdarsteller Götz George wurde als Bester Darsteller ausgezeichnet.
Zuvor war der Film bereits 1995 bei den Filmfestspielen von Venedig als bester Film nominiert. Götz George wurde dort „gegen Jack Nicholson“ (Hellmuth Karasek) als Bester Schauspieler mit der Coppa Volpi ausgezeichnet.
Der Totmacher wurde außerdem 1996 von der Export-Union des Deutschen Films als deutscher Beitrag für einen Oscar in der Kategorie Bester fremdsprachiger Film eingereicht, wurde jedoch von der Academy nicht nominiert.
Die Deutsche Film- und Medienbewertung FBW in Wiesbaden verlieh dem Film das Prädikat besonders wertvoll.